# والس با بشیر
والس با بشیر (به عبری: ואלס עם באשיר) نام فیلم انیمیشن اسرائیلی است، محصول سال ۲۰۰۸ به کارگردانی آری فولمن که به وقایع همزمان با جنگ اول لبنان در دههٔ ۸۰ میلادی در لبنان به ویژه کشتار صبرا و شتیلا می‌پردازد.
این اولین فیلم انیمیشن است که در طول تاریخ جشنواره فیلم کن در بخش اصلی برای تصاحب نخل طلای این جشنواره برگزیده شد. فیلم انیمیشن والس با بشیر که در بخش اصلی مسابقه شصت و یکمین جشنواره فیلم کن و برای تصاحب نخل طلا (Palme d'Or) به نمایش درآمد، تحسین بسیاری از منتقدین در این جشنواره را برانگیخت و یکی از امیدهای اصلی برای تصاحب نخل طلای شصت و یکمین جشنواره فیلم کن محسوب می‌شد.
نهایتاً جایزه نخل طلایی شصت و یکمین جشنواره فیلم کن به فیلم فرانسوی کلاس درس اهدا شد.
در شصت و ششمین دوره جایزه گلدن گلوب، فیلم والس با بشیر در رقابت با چهار نامزد دیگر، جایزه بهترین فیلم غیرانگلیسی‌زبان این دوره را به‌دست‌آورد. گزینش این فیلم به‌عنوان یکی از پنج نامزد دریافت جایزه گلدن گلوب بهترین فیلم غیرانگلیسی‌زبان، در تاریخ ۱۱ دسامبر ۲۰۰۸ اعلام شده بود.
در تاریخ ۳ ژانویه ۲۰۰۹ میلادی، انجمن ملی منتقدان فیلم آمریکا، فیلم والس با بشیر را به عنوان بهترین فیلم سال ۲۰۰۸میلادی انتخاب کرد.
در تاریخ ۲۲ ژانویه ۲۰۰۹ میلادی، آکادمی علوم و هنرهای سینمایی، فیلم والس با بشیر را به عنوان یکی از نامزدهای بهترین فیلم به زبان خارجی ۸۱امین دوره جوایز اسکار معرفی کرد. نهایتاً جایزه به فیلم ژاپنی عزیمت اهدا شد.

## داستان
داستان فیلم از خاطرات یک سرباز اسرائیلی (آری فولمن) از حادثهٔ اردوگاه پناهندگان صبرا و شتیلا که در آن دست‌کم ۸۰۰ فلسطینی، به‌دست شبه‌نظامیان مسیحی عضو حزب فالانژ لبنان در جریان جنگ داخلی لبنان کشته شدند، حکایت دارد. در این فیلم که خیلی صادقانه از اهمال دولتمردان اسرائیلی سخن می‌گوید به مسیحیان لبنان اشاره می‌شود که مسئول کشتار صبرا و شتیلا هستند. آری فولمن که ظاهراً شخصیت اصلی این ماجراست بار سنگین عذاب‌وجدانی سخت را بر دوش خود احساس می‌کند که در قالب کابوسی سخت جلوه می‌نماید. او تلاش دارد حافظهٔ ازدست‌رفتهٔ خود را با یادآوری‌هایی گنگ بازیابد و در این میان به صورتی بی‌طرفانه از کشته‌شدن آدم‌های بی‌گناه در چنین جنگ‌هایی پرده برمی‌دارد.

## جایزه‌ها
- جایزه بهترین فیلم غیرانگلیسی‌زبان «شصت و ششمین دوره» جایزه گلدن گلوب.